# Véhicule électrique en Russie
Le développement du véhicule électrique en Russie est plus faible que dans le reste du monde. En juillet 2022, la Russie compte environ 18 700 véhicules électriques, soit seulement 0,04% de la flotte automobile du pays.

## Statistiques
En août 2022, la Volkswagen ID.4 est la voiture électrique la plus vendue en Russie.
En 2021, le pays ne compte que 400 stations de recharge électrique.

## Fabrication
La première usine de fabrication de véhicules électriques en Russie, exploitée par Dongfeng Motor Corporation, ouvre ses portes en septembre 2022 dans l'oblast de Lipetsk.